# Justin Timberlake
 (février 2025).
Si vous disposez d'ouvrages ou d'articles de référence ou si vous connaissez des sites web de qualité traitant du thème abordé ici, merci de compléter l'article en donnant les références utiles à sa vérifiabilité et en les liant à la section « Notes et références ».
Pour les articles homonymes, voir Timberlake (homonymie).
Justin Randall Timberlake, né le 31 janvier 1981 à Memphis (Tennessee), est un chanteur, compositeur, danseur, producteur et acteur américain. Il est surnommé le « prince de la pop »,,,.

## Description
Il débute dans le boys band américain Nsync. En 2002, il fait paraître son premier album solo, Justified, vendu à plus de 10 millions d'exemplaires à travers le monde. Son deuxième album, FutureSex/LoveSounds, sort en 2006, incluant les singles SexyBack, My Love, What Goes Around et Love Stoned. Justin Timberlake a vendu plus de 100 millions de disques dans le monde[réf. nécessaire]. Il a également créé son propre studio et label discographique Tennman Records.
Il s'est produit à trois reprises lors de la mi-temps du Super Bowl.
Il évolue parallèlement au cinéma : après des seconds rôles dans des thrillers indépendants (Alpha Dog, Southland Tales, Black Snake Moan), il s'essaie à la comédie avec des sketchs dans l'émission Saturday Night Live et la parodie Love Gourou.
Il accède à la reconnaissance en 2010 par son incarnation de Sean Parker dans l'acclamé biopic de David Fincher, The Social Network. Il enchaîne ensuite les projets commerciaux en 2011 : la comédie potache Bad Teacher, la romance Sexe entre amis, le thriller de science-fiction Time Out[réf. nécessaire].
Il revient ensuite à un registre plus sérieux avec le drame Une nouvelle chance, le biopic musical Inside Llewyn Davis, le polar Players et la comédie dramatique Wonder Wheel[réf. nécessaire].

## Biographie

### Jeunesse
Justin Randall Timberlake est né de l’union de Randall Timberlake, et Marianne (née Bomar,). Il grandit à Millington, une petite ville au nord de Memphis. Son grand-père paternel, Charles L. Timberlake, mari de Bobbye Joice, était un pasteur baptiste. Sa mère, qui travaille alors dans la compagnie de divertissement Just In Time Entertainment, se marie à Paul Harless, un banquier, alors que Justin Timberlake n'est âgé que de 5 ans[réf. souhaitée], tandis que son père, directeur de chorale dans une église baptiste, a deux enfants, Jonathan (né en 1993) et Stephen (né en 1998) de son second mariage avec Lisa Chwieseni. Sa demi-sœur, Laura, décède juste après sa naissance en 1997 et est mentionnée dans la chanson-hommage My Angel in Heaven. Sa toute première tentative de percer dans le milieu musical a lieu dans l'émission américaine Star Search sous le nom de Justin Randall.
En 1991, à l'âge de 10 ans, Justin a remporté le concours de beauté Mister Pre-Teen America où sa mère l'avait inscrit.
En 1993 et 1994, il rejoint le Mickey Mouse Club ; il y rencontre sa future petite amie et chanteuse pop Britney Spears, sa future coéquipière sur le Justified/Tripped Tour, la chanteuse pop Christina Aguilera et son futur partenaire de NSYNC JC Chasez. Lorsque l'émission prend fin en 1994, Timberlake recrute Chasez pour faire partie du nouveau boys band, managé par Lou Pearlman, appelé 'N Sync.

### Carrière

#### 'N Sync,Justified, etSuper Bowl(1995-2004)
Le boys band 'N Sync se forme en 1995 et commence sa carrière en 1996 en Allemagne. Le groupe atteint les États-Unis deux ans plus tard, en sortant son album éponyme intitulé N'Sync, vendu à plus de 11 millions d'exemplaires et lancé par le titre hit Tearin' Up My Heart. Le second album No Strings Attached (2000) se vend à 2,4 millions d'exemplaires une semaine après parution et présente le single, Bye Bye Bye . Le troisième album du groupe, Celebrity (2001), est également un succès financier. Après la fin du Celebrity Tour, le groupe devient inactif en 2002. Durant toute sa carrière, 'N Sync se popularise à l'international et passe même aux Academy Awards, aux Jeux olympiques, au Super Bowl, et parvient à vendre plus de 50 millions d'exemplaires de leurs albums à travers le monde, devenant ainsi le troisième boys band le plus rentable de l'histoire. En 1999, Timberlake joue dans le téléfilm Mannequin d'un jour. Il y joue le rôle de Jason Sharpe, un mannequin qui tombe amoureux d’Alexandra Burroughs, une lycéenne et serveuse ressemblant comme 2 gouttes d’eau à Janine Adams, une mannequin de 16 ans. Il est commercialisé le 12 mars 2000. La popularité grandissante de Timberlake, et celle déclinante de 'N Sync mène à la dissolution du groupe.

En août 2002, Timberlake joue son premier single solo, Like I Love You, aux MTV Video Music Awards ; le single atteint la 11e place du Billboard Hot 100. Son album studio solo, Justified est commercialisé en novembre la même année, et débute à la deuxième place du Billboard 200 avec 439 000 exemplaires vendus, un peu moins que les précédents albums de 'N Sync. Il se vend au total à plus de 3 millions d'exemplaires aux États-Unis, et à 7 millions dans le monde. Son style RnB, inspiré des producteurs hip-hop The Neptunes et Timbaland, est complimenté par la presse spécialisée. L'album présente les singles à succès Cry Me a River et Rock Your Body. En été 2003, Timberlake et Christina Aguilera participent au Justified/Stripped Tour. Plus tard la même année, il enregistre I'm Lovin' It, utilisé dans les publicités McDonald's. Ce contrat avec la chaine de restauration est estimé à 6 millions $. Une tournée appelée Justified and Lovin' It Live fait également partie du contrat. Timberlake participe à la chanson de Nelly, Work It, qui a été remixée et présentée dans l'album remix de Nelly en 2003.

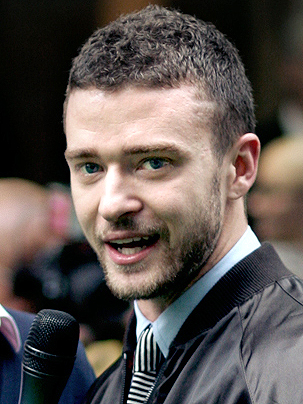
Justin Timberlake, lors de la première du film Shrek 3 à Londres, au Royaume-Uni, en 2007.

En février 2004, pendant la mi-temps du Super Bowl XXXVIII diffusé sur la chaîne de télévision CBS, Timberlake chante aux côtés de Janet Jackson devant un nombre de téléspectateurs estimé à 140 millions. À la fin de la prestation, Timberlake déchire une partie du costume en cuir de Janet Jackson, alors qu'il chantait au même moment « gonna have you naked by the end of this song » (en français : « tu seras nue à la fin de cette chanson »). Une partie du costume est donc décrochée, et le sein de Janet est temporairement dévoilé. Par la suite, Timberlake s'excusera de cet « incident de costume » (wardrobe malfunction, un terme qui entrera dans la culture populaire) en expliquant être « désolé pour toutes les personnes qui ont été offensées par cet incident lors de la mi-temps du Super Bowl. Ce n'était pas mon intention et je le regrette. » Quelques jours plus tard, Timberlake, en direct de Los Angeles sur le plateau de KCBS-TV, avoue que même sa propre famille fut offensée par l'évènement. Timberlake et Jackson sont ensuite menacés de bannissement des Grammy Awards de 2004, à moins qu'ils présentent leurs excuses sur scène lors de l'évènement. Janet Jackson, qui a déjà fait des excuses publiques, décline cette solution. Timberlake, lui, « s'accompagne » d'une lettre d'excuse lorsqu'il reçoit l'un de ses deux Grammy Awards de la soirée (dans les catégories « Meilleur album pop » pour Justified, et « Meilleure musique pop » pour Cry Me a River. Il y était également nommé pour l'album de l'année pour Justified, de la musique de l'année pour Cry Me a River et de la meilleure collaboration rap pour Where Is The Love? avec The Black Eyed Peas.

#### Cinéma etFutureSex/LoveSounds(2004-2007)

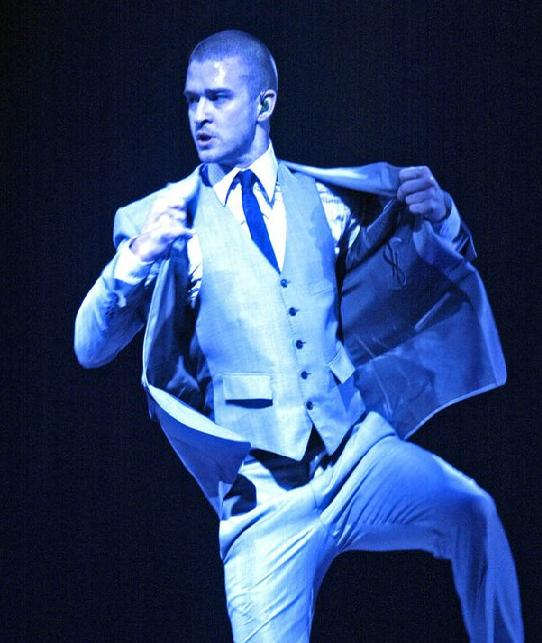
Justin Timberlake, sur scène dans le Minnesota, aux États-Unis, le 27 janvier 2007.

Après la controverse du Super Bowl, Timberlake met sa carrière musicale de côté, pour se lancer dans une carrière cinématographique. Durant cette période, il joue un jeune journaliste dans le thriller Edison, directement commercialisé en DVD en 2005. Il apparaît également dans les films Alpha Dog, Black Snake Moan, ainsi que dans Southland Tales du réalisateur Richard Kelly, et prête sa voix au jeune Roi Arthur dans la version originale du film d'animation Shrek le troisième, sortie en mai 2007. Il joue également le rôle du jeune Elton John, dans le vidéoclip This Train Don't Stop There Anymore. Timberlake devait également jouer le rôle de Roger Davis dans la version filmographique de la comédie musicale Rent, mais le réalisateur Chris Columbus considérait que seuls les acteurs originaux de Rent pouvait contribuer à l'harmonie du film, et le rôle est donc attribué à Adam Pascal.
Timberlake continue de travailler en parallèle avec d'autres musiciens. Après Where Is The Love?, il collabore une seconde fois avec les Black Eyed Peas en 2005 sur My Style paru sur l'album Monkey Business. Pendant l'enregistrement du single Signs en 2005 avec Snoop Dogg, Timberlake se découvre un problème de gorge. Des nodules ont été postérieurement déplacés de sa gorge, lors d'une opération ayant lieu le 5 mai 2005. Il lui est alors conseillé de ne pas chanter, et de ne pas parler trop bruyamment pendant plusieurs mois. En été 2005, Timberlake lance son propre label, JayTee Records.
Timberlake fait paraître son second album solo, FutureSex/LoveSounds, le 12 septembre 2006. L'album, qu'il enregistre en studio à partir de 2005, débute directement à la première position du classement Billboard 200, se vendant à 684 000 exemplaires dès sa première semaine. L'album détient le record de pré-ventes sur iTunes, et bat le record de Coldplay de l'album numérique le plus vendu en une semaine. FutureSex/LoveSounds est produit par Timbaland, Danja, Will.i.am, Rick Rubin, et Timberlake lui-même, mélangeant ainsi plusieurs styles musicaux (pop, danse, rap, funk…). Il contient plusieurs collaborations, tels que Three 6 Mafia, T.I. et Will.i.am. Le studio représentant l'album le décrit comme une « connaissance de l'érotisme » et ciblant de « fortes sensations charnelles. »

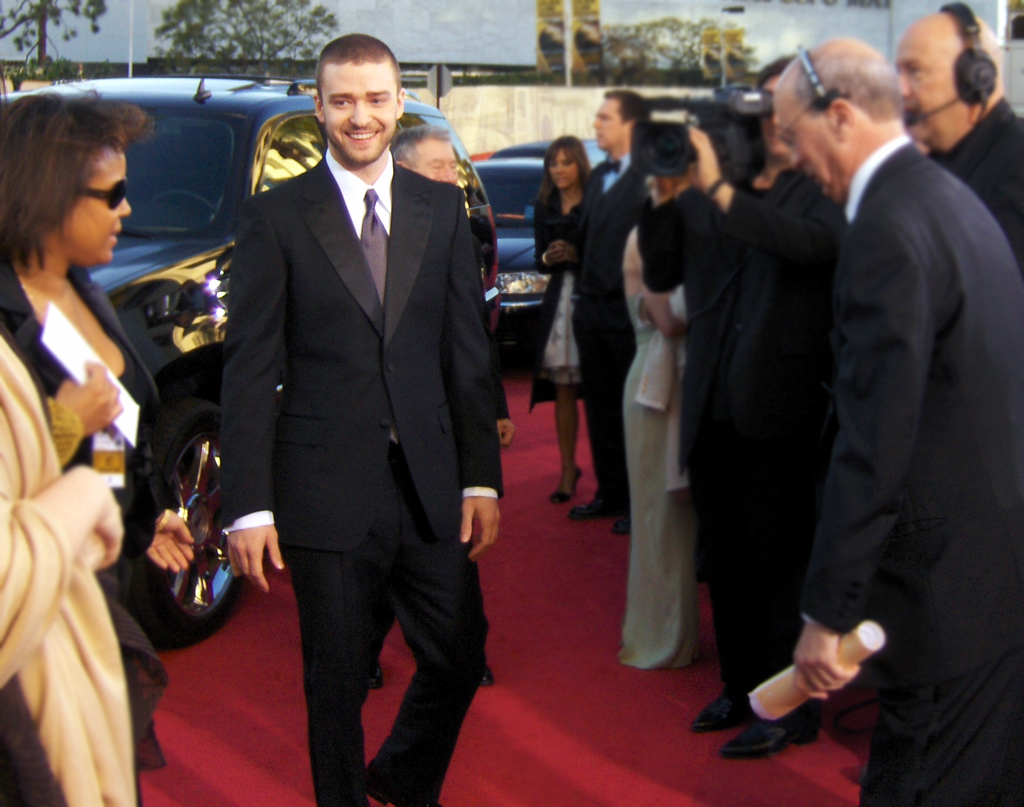
Justin Timberlake en 2007

Le premier single de l'album, SexyBack, est diffusé pour la première fois durant la performance publique de Timberlake lors de l'ouverture des MTV Video Music Awards 2006, et s'installe directement à la première place du Billboard Hot 100 américain, tout comme le troisième single What Goes Around...Comes Around. La chanson est connue pour avoir mis en avant la rupture de son ami d'enfance et co-créateur de William Rast, Trace Ayala, avec l'actrice Elisha Cuthbert. En octobre 2006, Timberlake déclare qu'il ne délaisse pas sa carrière musicale au profit de celle d'acteur, précisant que cet abandon serait la « dernière chose à faire. » Il est l'invité spécial de la soirée mode de Victoria's Secret, toujours en 2006, pour son interprétation de SexyBack. En janvier 2007, il entame sa tournée FutureSex/LoveShow. Summer Love est le quatrième single de l'album, alors que le suivant en Europe est LoveStoned. Il participe aussi à la chanson Give It To Me, extrait de l'album Shock Value de Timbaland, aux côtés de Nelly Furtado, atteint la première place du Billboard Hot 100 américain. En février 2008, Timberlake est récompensé de deux Grammy Awards. À la 50e cérémonie, il est récompensé dans les catégories « Meilleure prestation pop masculine » pour What Goes Around...Comes Around, et de la « Meilleure chanson dance » pour LoveStoned/I Think She Knows.

#### Pause musicale et carrière d'acteur (2007-2012)

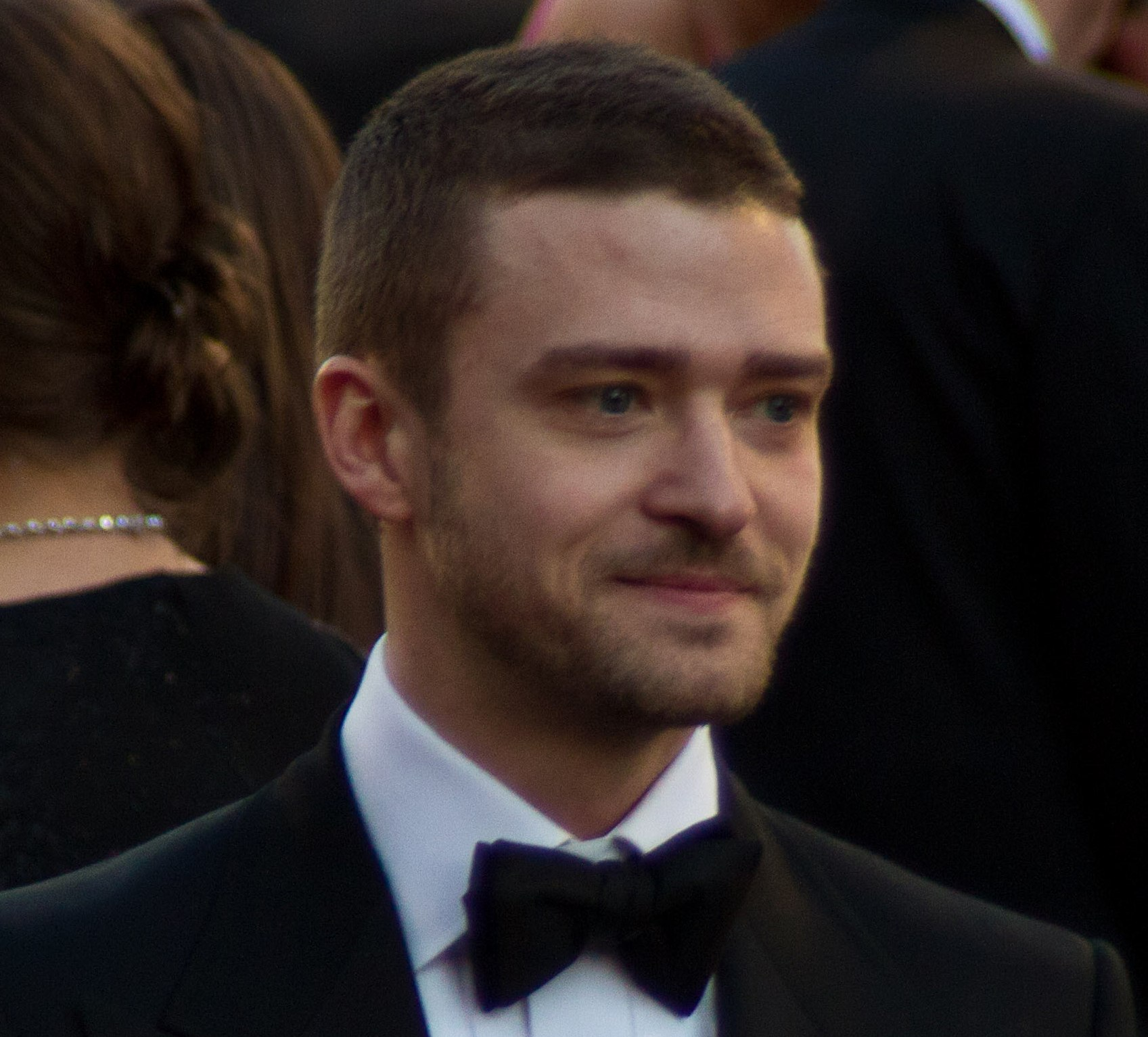
Justin Timberlake en 2011

Après sa tournée, il fait appel à des grands noms du hip-hop et du RnB comme Missy Elliott, 50 Cent et Beyoncé Knowles pour des remixes produits par le disc-jockey Wayne Williams Ol Skool, qui figurent sur l'Édition Deluxe de FutureSex/LoveSounds. Les titres comme Until The End of Time, Sexy Ladies et SexyBack sont remis au goût du jour par ces artistes contemporains qui rencontrent un énorme succès national et mondial. Durant l'été 2007, Justin Timberlake enregistre à Londres plusieurs morceaux avec Madonna. Finalement cinq morceaux qu'il a co-écrits se retrouveront sur l'album Hard Candy, dont le duo 4 Minutes qui est un succès partout dans le monde,. Le 30 mars 2008, Timberlake joue la chanson au Hard Candy Promo Show, à Roseland Ballroom de New York.
À partir de 2008, Justin s'offre une pause dans sa carrière musicale en solo, pour se consacrer entièrement à ses autres passions. Il s'investit dans sa marque de vêtements William Rast, produit les artistes de son label Tennmann Records (Esmée Denters et Matt Morris) ainsi que Ciara, Leona Lewis, Rihanna, Sheryl Crow, Torpedo, Jamie Foxx, Game, etc. Il privilégie aussi sa carrière cinématographique, en multipliant les films. Après avoir joué quelques années plus tôt dans des films comme Alpha Dog et Black Snake Moan, David Fincher lui offre en 2010 le rôle de Sean Parker, co-créateur de Napster et actionnaire de Facebook, dans The Social Network. Le film rencontre un franc succès et Justin fait bonne impression. Il joue plus tard aux côtés de Cameron Diaz dans Bad Teacher sorti en juin 2011 aux États-Unis. Il joue également dans le film d'Andrew Niccol, Time Out, sorti aussi en 2011 où il incarne le héros du film. La même année, il joue dans Sexe entre amis aux côtés de Mila Kunis[réf. nécessaire].

#### The 20/20 Experienceet2 of 2(depuis 2013)

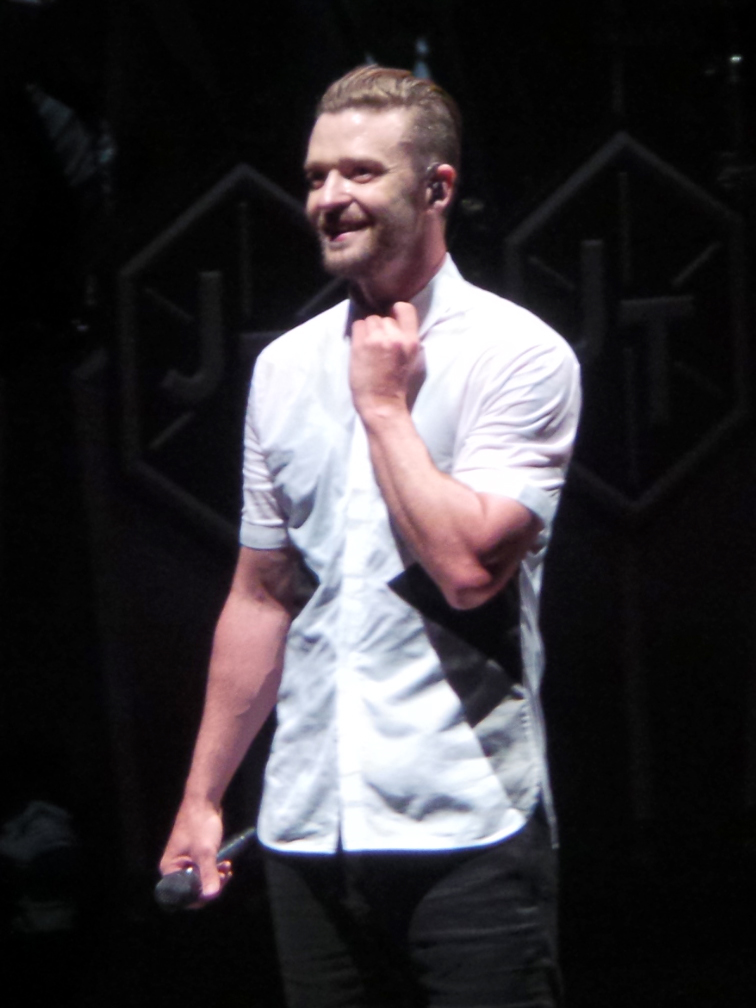
Justin Timberlake, lors de sa tournée The 20/20 Experience World Tour.

Timberlake commence à travailler sur son 3e album en juin 2012 avec « aucune idée et/ou aucun objectif en tête. » Il annonce publiquement son retour dans l’industrie de la musique en janvier 2013, en sortant son premier single promotionnel Suit and Tie en collaboration avec Jay-Z, quelques jours plus tard. Après 4 années sans aucune performance live, Timberlake fait une apparition la veille du Super Bowl XLVII, lors du DirecTV Super Saturday Night le 2 février à La Nouvelle-Orléans. Le 10 février 2013, il chante en live son tube Suit and Tie un jeu de lumière noir et blanc, avec Jay-Z le rejoignant depuis le public. Son nouvel album The 20/20 Experience sort le 19 mars 2013, au label RCA Records, due à la division de Jive Records,. Il débute directement à la première place dans les classements musicaux avec environ 980 000 exemplaires. Les singles suivant seront Mirrors et Tunnel Vision. Dans cette même période, Timberlake apparaît également sur le 12e album studio de Jay-Z Magna Carta... Holy Grail' dans trois morceaux incluant : Holy Grail, BBC et Heaven.
Le quatrième album de Timberlake, The 20/20 Experience: 2 of 2, sort à son tour le 30 septembre 2013, avec son single Take Back the Night, disponible lui depuis le 12 juillet 2013. The 20/20 Experience: 2 of 2 débute lui aussi à la première place du classement Billboard 200. Le second single de l'album sera TKO. Le 19 juillet 2013 entame la tournée en collaboration avec Jay-Z : Legends of the Summer : Justin Timberlake & JAY-Z, composé de 15 dates essentiellement en Amérique du Nord. La direction musicale est confiée à Adam Blackstone. Dans cette même année, Timberlake participe à la production et l'écriture de 2 morceaux du 5e album studio de Beyoncé.

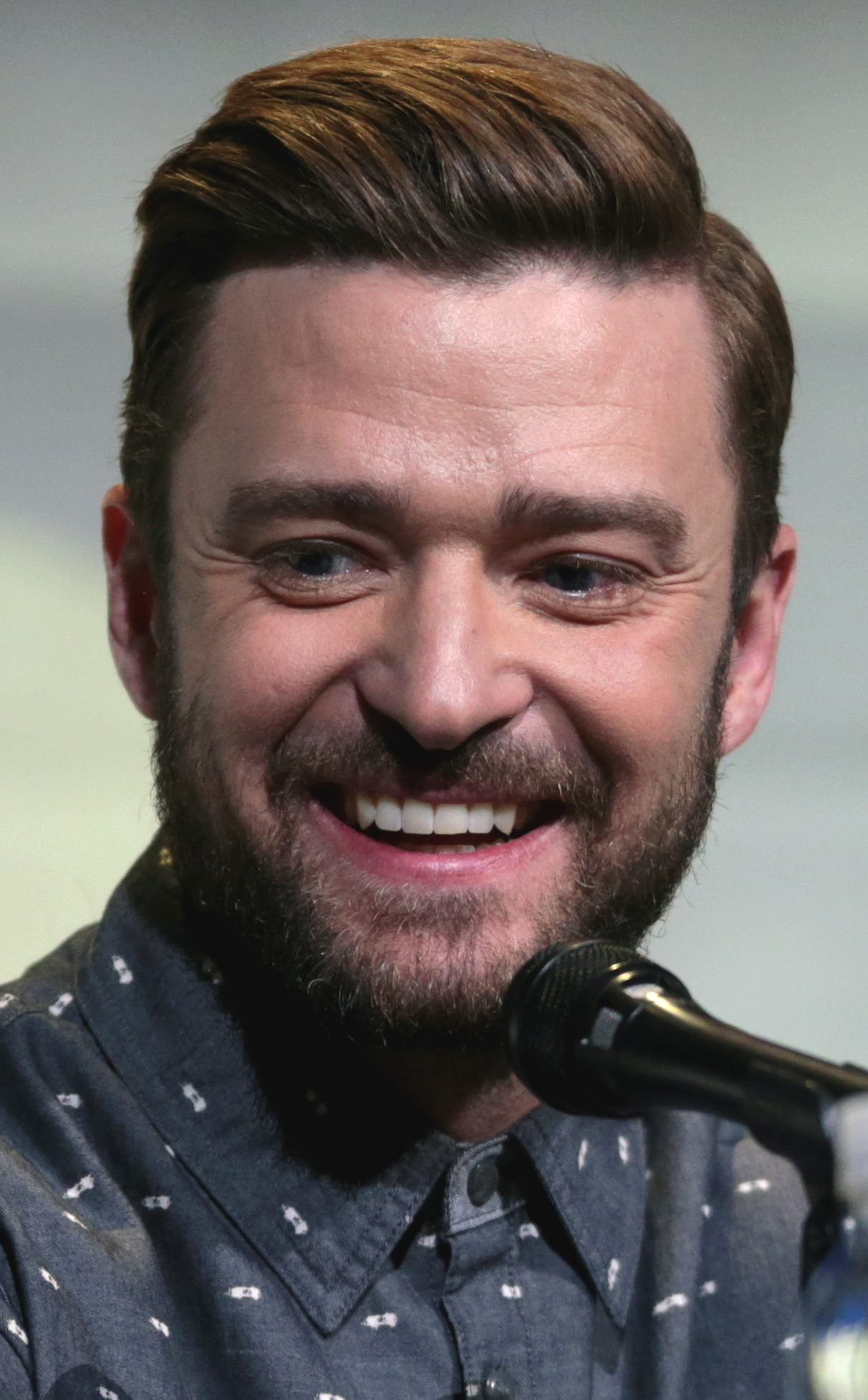
Justin Timberlake en 2016.

Le 14 mai 2016, il se produit à Stockholm lors de la grande finale de l'Eurovision 2016. Il y chante notamment son nouveau titre Can't Stop the Feeling! Il s'agira alors de la toute première performance d'un artiste international sur la scène du Concours Eurovision de la chanson[réf. nécessaire].
En 2016, il apparaît dans le film parodique Popstar: Never Stop Never Stopping[réf. nécessaire].

#### 2023: Nouvel album Everything I Thought It Was
En mai 2023, Justin Timberlake révèle que son prochain album studio est terminé, ajoutant que leur paire avait relancé le son de l’ère FutureSex/LoveSounds[réf. nécessaire].
Le 1er septembre 2023, il sort le single Keep Going Up, en collaboration avec Nelly Furtado.
Le 25 janvier 2024, il sort le single Selfish, et, le même jour, annonce que son sixième album studio, Everything I Thought It Was, qui est sorti le 15 mars 2024.

### Vie privée
De 1994 à 1996, Justin Timberlake a été en couple avec une dénommée Danielle Ditto, avant de fréquenter l'actrice Veronica Finn de 1996 à 1998. Durant l'été 1998, il a eu une brève liaison avec la chanteuse Fergie,.
En juin 1999, à l'âge de 18 ans, il entame une relation surmédiatisée avec la chanteuse Britney Spears. Ils se séparent en mars 2002 à la suite des infidélités supposées de Britney avec Wade Robson, son chorégraphe, qui aurait été son amant de septembre 2001 à février 2002,. Britney Spears reconnait cette infidélité dans son autobiographie La femme en moi en 2023, mais déclare que Justin Timberlake l'aurait de son côté trompée à de très nombreuses reprises. Il l'aurait également poussée à avorter. À la suite de leur rupture, Justin compose la chanson Cry Me a River (2002), et, de son côté, Britney compose la chanson Everytime (2004).
Il vit ensuite une courte histoire avec l'actrice et danseuse Jenna Dewan de mars à août 2002, puis avec l'actrice Alyssa Milano d'août 2002 à janvier 2003,. En début d'année 2003, il a eu une aventure avec la chanteuse Emma Bunton, avant de se mettre en couple avec l'actrice Cameron Diaz en avril 2003. Le couple se sépare en décembre 2006,.
En janvier 2007, il devient le compagnon de l'actrice Jessica Biel. Ils se séparent en mars 2011, avant de se réconcilier sept mois plus tard, en octobre. Ils se fiancent deux mois plus tard, le 22 décembre, puis se marient le 19 octobre 2012 à Fasano, en Italie. Ils ont deux enfants : Silas Randall Timberlake (né le 11 avril 2015) et Phineas Timberlake (né le 31 juillet 2020).
Dans une interview, Justin Timberlake déclare souffrir de trouble obsessionnel compulsif (TOC) mélangé à un déficit de l'attention.
En novembre 2017, il fait partie, parmi d'autres nombreuses personnalités, des révélations du Paradise Papers.
En juin 2024, il est arrêté en état d'ivresse près de New York, après n'avoir pas marqué de stop à un carrefour et ne pas avoir pu maintenir son véhicule sur la bonne trajectoire, selon la police. En août 2024, il plaide non coupable devant la justice. Finalement, il décide de plaider coupable. Le 13 septembre 2024, il est condamné à une amende et à 25 heures de travaux d'intérêt général. Il est contraint de faire des excuses publiques et son permis de conduire lui est suspendu pendant une durée de 90 jours.
Justin Timberlake a reçu en juillet 2025, un diagnostic de maladie de Lyme, Justin Timberlake indique que les symptômes qu'il ressent « peuvent être extrêmement invalidants, tant mentalement que physiquement ».

## Polémiques

### Commentaire mysogine
À la suite de la sortie de Framing Britney Spears (en), l'attention du public a été attirée sur d'anciens commentaires faits par Timberlake en 2002, pour décrire sa relation avec Britney Spears après leur rupture, certains les considérant comme contenant une rhétorique misogyne. Cela a également conduit à un regain d'intérêt pour sa participation à la polémique de la mi-temps du Super Bowl XXXVIII, où il a exposé la poitrine de Janet Jackson à la télévision en direct. À la suite de nombreuses pressions publiques, Timberlake a présenté des excuses publiques sur sa page Instagram, écrivant qu'il "a bénéficié d'un système qui tolère la misogynie et le racisme" et "Je ne veux plus jamais profiter du fait que d’autres soient à nouveau démolis". Il a terminé en disant "Je me soucie profondément du bien-être des personnes que j’aime et que j’ai aimées. Je peux faire mieux et je ferai mieux".

## Activités parallèles

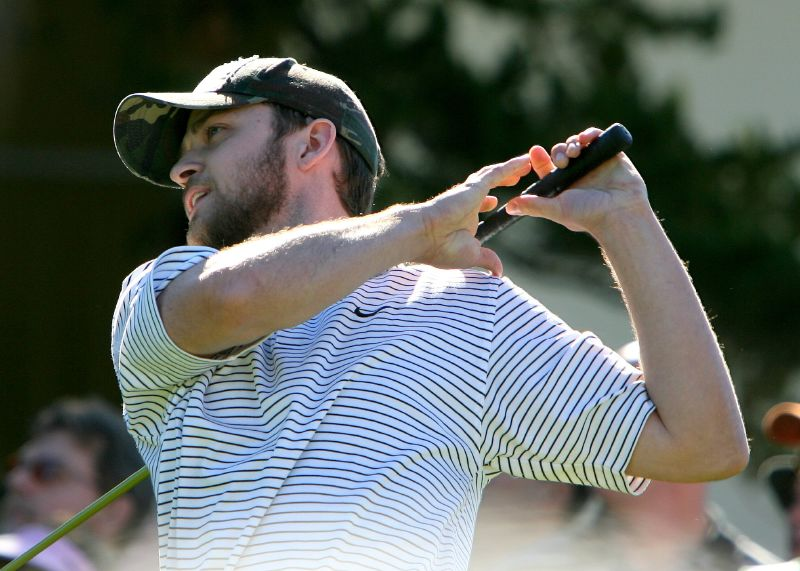
Justin Timberlake pratiquant le golf

Le 16 décembre 2006, Justin Timberlake montre ses qualités humoristiques, lors d'un épisode de la célèbre émission Saturday Night Live, dont il est l'invité d'honneur. Il y interprète des sketchs hilarants, dont le clip Dick in a Box, en duo avec Andy Samberg et produit par The Lonely Island, où ils parodient les chanteurs de RnB des années 1990. La parodie a tellement marqué que le titre est diffusé sur des radios américaines et britanniques et connaît un très grand succès sur YouTube. Cette vidéo a même eu une suite, Motherlover, le 9 mai 2009. Entretemps, Justin Timberlake a fait de nombreuses autres apparitions dans le Saturday Night Live. Dans un même temps, il est invité à interpréter le titre The Only Promise That Remains sur l'opus Reba Duets de Reba McEntire.
Grand fan de golf, il signe un contrat de cinq ans avec la PGA (Association des golfeurs professionnels) pour animer des tournois et jouer avec les meilleurs joueurs du monde[réf. nécessaire].
Dès 2008, les Parfums Givenchy annoncent leur partenariat avec le chanteur pour le parfum Play[réf. nécessaire].
Justin Timberlake est également un grand fan de l'équipe de football américain des Packers de Green Bay[réf. nécessaire].

## Influences musicales
Il cite Michael Jackson ou encore Madonna parmi ses influences musicales. Il a d'ailleurs collaboré avec cette dernière sur l'album Hard Candy.

## Discographie

### Albums studio
- 2002 : Justified
- 2006 : FutureSex/LoveSounds
- 2013 : The 20/20 Experience: 1 Of 2
- 2013 : The 20/20 Experience: 2 Of 2
- 2018 : Man of the Woods
- 2024 : Everything I Thought It Was

### Tournées

#### En solo
- 2003 - 2004 : The Justified World Tour
- 2007 : The FutureSex/LoveShow
- 2013 - 2015 : The 20/20 Experience World Tour
- 2018 - 2019 : The Man of the Woods Tour
- 2024 - 2025 : The Forget Tomorrow World Tour

#### En collaboration
- 2003 : Justified and Stripped Tour (avec Christina Aguilera)
- 2013 : Legends of the Summer Stadium Tour (avec Jay-Z)
- 2019 : Flat Montain (avec Romain Benabdelkader)

## Filmographie

### Cinéma

#### Longs métrages
- 2001 : En bout de ligne (On the Line) d'Eric Bross : le maquilleur (non crédité)
- 2001 : Franc-jeu (Longshot) de Lionel C. Martin : Bobby le voiturier
- 2005 : Edison de David J. Burke : Joshua Pollack
- 2006 : Alpha Dog de Nick Cassavetes : Frankie Ballenbacher
- 2006 : Southland Tales de Richard Kelly : Le soldat Pilot Abilene
- 2006 : Black Snake Moan de Craig Brewer : Ronnie
- 2008 : Love Gourou (The Love Guru) de Marco Schnabel : Jacques « le coq » Grande
- 2009 : The Open Road de Michael Meredith : Carlton
- 2010 : The Social Network de David Fincher : Sean Parker
- 2011 : Bad Teacher de Jake Kasdan : Scott Delacorte
- 2011 : Sexe entre amis (Friends with Benefits) de Will Gluck : Dylan
- 2011 : Time Out (In Time) d'Andrew Niccol : Will Salas[104]
- 2012 : Une nouvelle chance (Trouble with the Curve) de Robert Lorenz : Johnny Flanagan
- 2013 : Inside Llewyn Davis de Joel et Ethan Coen : Jim Berkey
- 2013 : Players (Runner, Runner) de Brad Furman : Richie Furst
- 2016 : Popstar : Célèbre à tout prix (Popstar: Never Stop Never Stopping) de Akiva Schaffer et Jorma Taccone : Tyrus Quash (non crédité)
- 2017 : Wonder Wheel de Woody Allen : Mickey Rubin
- 2021 : Palmer de Fisher Stevens : Eddie Palmer
- 2023 : Reptile de Grant Singer : Will Grady

#### Courts métrages
- 2009 : Jerry de John Killoran : Jerry
- 2010 : Next Big Thing de Henrik Sundgren : l'homme[105]

#### Films d'animation
- 2007 : Shrek le troisième (Shrek the Third) de Chris Miller et Raman Hui : Roi Arthur (voix originale)
- 2010 : Yogi l'ours d'Eric Brevig : Boo-Boo (voix originale)
- 2016 : Les Trolls (Trolls) de Mike Mitchell et Walt Dohrn : Branch (voix originale)
- 2020 : Les Trolls 2 : Tournée mondiale de Walt Dohrn : Branch (voix originale)
- 2023 : Les Trolls 3 de Walt Dohrn : Branch (voix originale)

### Télévision
- 1999 : Les Anges du bonheur (Touched by an Angel) : le danseur dans la rue (série télévisée - saison 6, épisode 7 : Un artiste dans la rue)
- 2000 : Mannequin d'un jour (Model Behavior) de Mark Rosman : Jason (téléfilm)
- 2011 : The Cleveland Show : Paul / Booger (série d'animation - saison 2, épisode 14)

## Distinctions
- 2003 : American Music Awards, dans la catégorie « Meilleur album pop-rock » pour Justified
- 2004 : NRJ Music Awards, dans la catégorie « Meilleur album international » pour Justified
- 2004 : Grammy Award, dans les catégories « Meilleur album pop pour Justified », et « Meilleure chanson pop » pour Cry Me a River
- 2006 : MTV Europe Music Awards, dans les catégories « Meilleur artiste masculin » et « Meilleur album pour FutureSex/LoveSounds »
- 2007 : NRJ Music Awards, dans la catégorie « Meilleur artiste masculin international »
- 2007 : Grammy Award : « Meilleure chanson R'n'B pour SexyBack », « Meilleure chanson rap » pour My Love
- 2007 : Public Glam Awards, prix du mec le plus sexy
- 2007 : MTV Video Music Awards, dans les catégories : « Meilleur clip », « Meilleur artiste masculin », « Quadruple menace de l'année », « Meilleure chorégraphie pour My Love », et « Meilleur montage pour What Goes Around...Comes Around »
- 2008 : People's Choice Awards dans les catégories « Meilleur artiste masculin », Meilleure chanson pop pour What Goes Around...Comes Around, « Meilleure chanson hip-hop » pour Give It to Me
- 2008 : NRJ Music Awards dans la catégorie « Meilleur artiste masculin international »
- 2008 : Grammy Award, pour « Meilleur artiste pop masculin » et « Meilleure chanson dance » pour LoveStoned
- 2011 : Emmy Award, Emmy du meilleur acteur invité dans une série comique dans Saturday Night Live[106]
- 2013 : MTV Video Music Awards dans les catégories « Vidéo de l'année » pour Mirrors, « Meilleur montage » pour Mirrors, « Meilleure réalisation pour Suit and Tie », « Michael Jackson Video Vanguard Award pour l'ensemble de sa carrière »
- 2013 : American Music Awards, dans les catégories « Artiste masculin pop/rock préféré », « Artiste masculin soul/R&B préféré », « Album soul/R&B préféré » pour The 20/20 Experience
- 2014 : People's Choice Awards, dans les catégories « Artiste masculin préféré », « Artiste R&B préféré », « Album préféré » pour The 20/20 Experience
- 2014 : Grammy Award, dans la catégorie « Meilleure chanson R&B » pour Pusher Love Girl
- 2016 : Meilleure chanson lors du Festival du film de Hollywood pour sa chanson Can't stop feeling! du film Trolls[107].

## Voix francophones
En France, Alexis Tomassian est la voix française la plus régulière de Justin Timberlake dans la plupart des versions françaises de ses films (dans 10 films). Donald Reignoux l'a également doublé à trois reprises.
Au Québec, Justin Timberlake est principalement doublé au cinéma par Nicolas Charbonneaux-Collombet (dans 8 films).